# John Westerholm
John Odert Westerholm, född 30 maj 1950 i Helsingfors, är en finlandssvensk geograf.
Westerholm blev filosofie doktor 1987. Han var 1982–1987 assistent och 1998–1999 tillförordnad professor i geografi vid Helsingfors universitet och fick 1999 den svenskspråkiga professuren i ämnet; han var docent i kulturgeografi 1990–1999.
Westerholm har publicerat ett flertal geografiska arbeten, främst om regionalgeografi med anknytning till historisk geografi och om etniska territorier och minoriteter. Åren 1998–1999 var han ordförande för Geografiska sällskapet i Finland.